# منتخب البوسنة والهرسك لكرة الصالات
منتخب البوسنة والهرسك الوطني لكرة قدم الصالات (بالسيريلية الصربية: Футсал репрезентација Босне и Херцеговине) هو ممثل البوسنة والهرسك الرسمي في المنافسات الدولية في كرة الصالات .